# Guitar Heroes
Guitar Heroes es un álbum publicado el 7 de noviembre de 2007, con el tema esencial de heavy metal, con la idea original de un par de guitarristas.
El álbum fue producido por Nino Laurenne que además está involucrado en la canción ”12 Donkeys”, canción compuesta por 11 guitarristas, además de Matias Kupiainen. La canción fue lanzada como sencillo el 31 de octubre de 2007.
Hicieron un concierto debut en Helsinki en el Tavastia Club el 6 de noviembre de 2007. En la primera semana de la publicación del álbum en la emisora YleX en el puesto 28 en el Suomen virallinen lista.

## Lista de canciones
1. Nino Laurenne: 12 Donkeys – 5:01
  - Guitarristas en orden de aparición: Timo Tolkki, Euge Valovirta, Nino Laurenne, Tuomio Louhio, Zachary Hietala, Mikko Salovaara, Matias Kupiainen (kilpailuvoittaja), Alexi Laiho, Emppu Vuorinen, Esa Holopainen, Roope Latvala y Mr. Crab
  - Batería: Mirka Rantanen
  - Bajista: Pasi Heikkilä
  - Teclista: Jari Pailamo
2. Alexi Laiho: Sioux City Sarsaparilla – 3:33
  - Batería: Tonmi Lillman
  - Bajista: Alexi Laiho
3. Mr. Crab: Fat Batman – 6:26
  - Batería: Kai Hahto
  - Bajista: Lauri Porra
4. Roope Latvala: Soap on the Rope – 5:25
  - Batería: Janne Parviainen
  - Bajista: Lauri Porra
5. Emppu Vuorinen: Ulterior Motive – 3:15
  - Percusionista: Kalle Torniainen
6. Euge Valovirta: Hellbilly – 3:23
  - Batería: Kai Hahto
  - Bajista: Pasi Heikkilä
  - Guitarra-Slide: Mr. Crab
  - Cowboys: Erä-Pentti, Euge Valovirta y Madu
7. Esa Holopainen: Sauna Blast – 4:41
  - Batería: Mirka Rantanen
  - Bajista: Pasi Heikkilä
  - Teclista: Jari Pailamo
8. Zachary Hietala: Antz – 4:03
  - Batería: Mirka Rantanen
  - Bajista: Pasi Heikkilä
  - Teclista: Janne Tolsa
9. Mikko Salovaara: The Mystic Castle of Dr. Shred – 5:42
  - Batería: Kai Hahto
  - Bajista: Pasi Heikkilä
  - Teclista: Jari Pailamo
10. Tuomio Louhio: Fin de semana negro en Ímola – 4:27
  - Batería: Mirka Rantanen
  - Bajista: Pasi Heikkilä
11. Timo Tolkki: If God Will Send Her Angels – 5:20
  - Programador: Timo Tolkki

## Sencillos
12 Donkeys
1. 12 Donkeys (Album Version)
2. 12 Donkeys (Radio Edit)
3. 12 Donkeys (Karaoke Version)